# Synagogue de Mayen (1855-1938)
La synagogue de Mayen, commune allemande de l'arrondissement de Mayen-Coblence en Rhénanie-Palatinat, était une synagogue édifiée  en 1854-55, située dans la rue Im Entenpfuhl, qui fut détruite par les nazis lors de la nuit de Cristal.

## Histoire

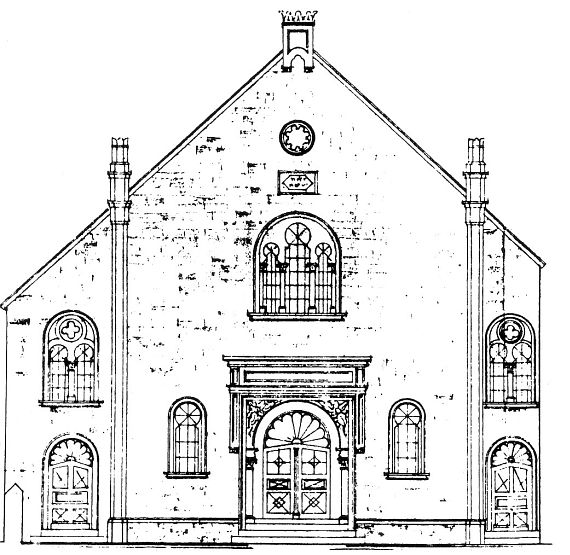
Dessin d'architecte de la synagogue de Mayen (1902).

Jusqu'au milieu du XIXe siècle, le nombre de résidents juifs à Mayen augmente fortement. La salle de prière de la Keutelstrasse devient trop petite et une nouvelle synagogue doit être construite. En 1902, le matroneum (galerie réservée aux femmes) est agrandie, deux extensions étant construites sur les côtés du bâtiment.
Lors de la nuit de Cristal en novembre 1938, les SA saccagent l'intérieur de la synagogue, y déversent de l'essence et incendient la synagogue. L'acteur Mario Adorf, alors âgé de huit ans, est témoin des événements. Le bâtiment en ruine est détruit peu après.
le 9 avril 1981, une plaque commémorative commémorative est inaugurée. Elle porte l'inscription : « Ici se dressait la synagogue de la communauté juive de Mayen de 1855 à 1938. Elle fut détruite le 10 novembre 1938. Ville de Mayen, 1980 ».